# New Jersey Wing Civil Air Patrol
A New Jersey Wing Civil Air Patrol (NJWG) é uma das 52 "alas" (50 estados, Porto Rico e Washington, D.C.) da "Civil Air Patrol" (a força auxiliar oficial da Força Aérea dos Estados Unidos) no Estado do New Jersey. A sede da New Jersey Wing está localizada na Joint Base McGuire–Dix–Lakehurst próxima a Trenton, New Jersey. A New Jersey Wing consiste em mais de 1.400 cadetes e membros adultos distribuídos em 27 locais espalhados por todo o Estado.
A ala de New Jersey é membro da Região Nordeste da CAP juntamente com as alas dos seguintes Estados: Connecticut, Maine, Massachusetts, New Hampshire, New York, Pennsylvania, Rhode Island e Vermont.
A ala foi fundada em 1 de dezembro de 1941. Ela se autodenomina "O Local de Nascimento da Patrulha Aérea Civil".

## Missão
A Civil Air Patrol (CAP) tem três missões: fornecer serviços de emergência; oferecer programas de cadetes para jovens; e fornecer educação aeroespacial para membros da CAP e para o público em geral.

## Serviços de emergência
A New Jersey Wing está encarregada de missões de busca e salvamento aeronáutico para o estado de New Jersey, coordenada pelo "Air Force Rescue Coordination Center". A New Jersey Wing mantém equipes de busca e salvamento em solo compostas por cadetes e membros seniores para atuar em conjunto com os esforços de vigilância aérea.
A CAP fornece apoio humanitário, imagens aéreas, e apoio à Força Aérea por meio da realização de transporte leve, suporte de comunicações e levantamentos de rotas de baixa altitude. A Civil Air Patrol também pode oferecer apoio a missões de combate às drogas.
Em novembro de 2012, depois que o furacão Sandy atingiu a costa leste dos Estados Unidos, o New Jersey Wing ajudou na resposta ao desastre. Tripulações aéreas realizaram missões de imagens aéreas fornecendo mais de 71.000 imagens de alta resolução de áreas danificadas em todo o estado. A NJ Wing também voou com pessoal da FEMA para avaliação de danos e missões de reconhecimento. No local, mais de 50 membros forneceram mais de 1.500 horas de trabalho para apoiar o abrigo de Pleasantville da "American Red Cross". Durante 52 dias consecutivos, a CAP foi mobilizada em resposta ao Sandy, 146 membros da New Jersey Wing contribuíram com mais de 7.000 horas de serviço voluntário.

## Programas de cadetes
A CAP oferece programas de cadetes para jovens de 12 a 21 anos, que incluem educação aeroespacial, treinamento de liderança, preparo físico e liderança moral para cadetes.

## Educação Aeroespacial
A CAP oferece educação aeroespacial para membros do CAP e para o público em geral. Cumprir o componente de educação da missão geral da CAP inclui treinar seus membros, oferecer workshops para jovens em todo o país por meio de escolas e fornecer educação por meio de eventos públicos de aviação.

## Organização

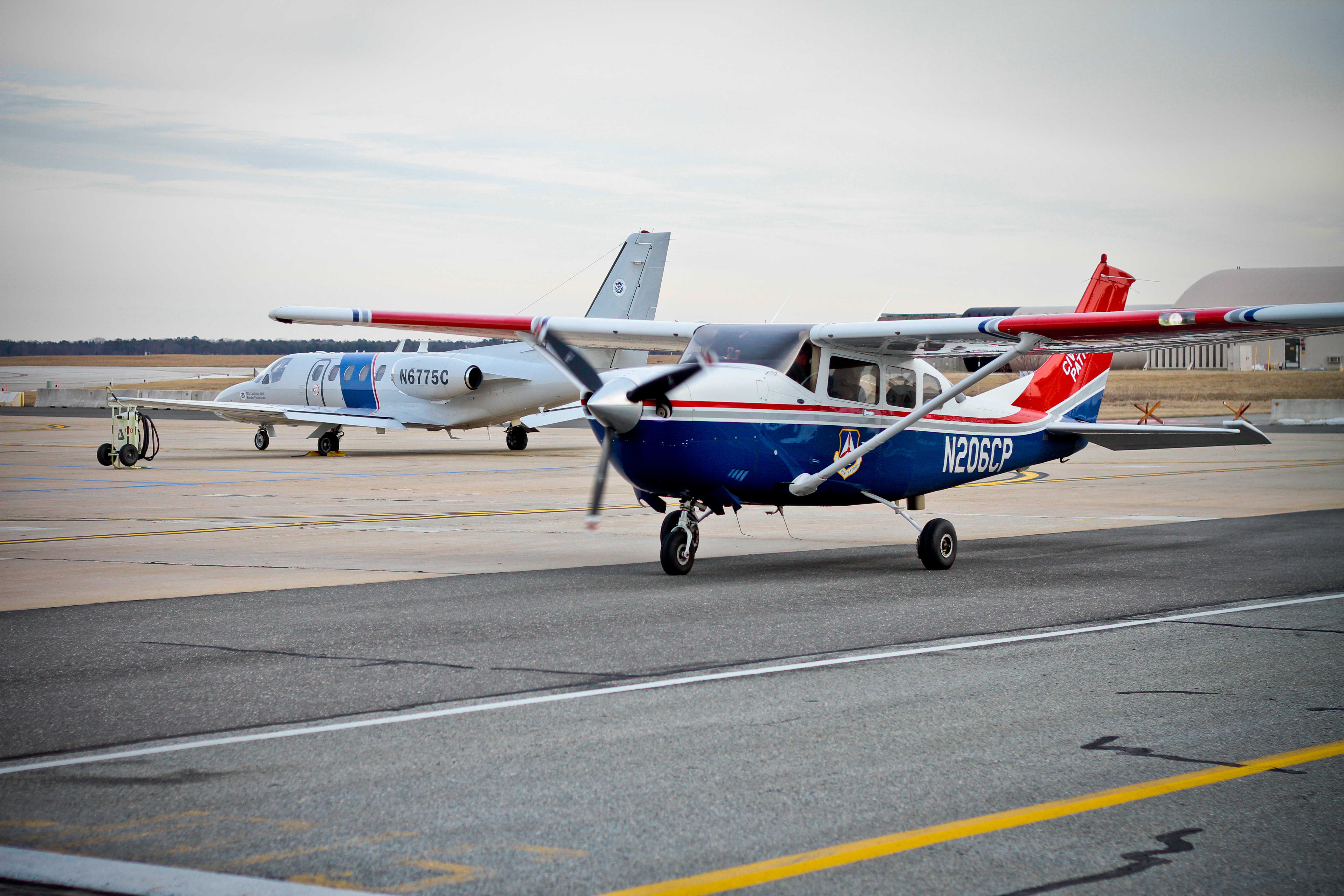
Uma aeronave da CAP taxia na Base da Guarda Aérea Nacional de Atlantic City, N.J. antes de um exercício de interceptação em preparação para o Super Bowl XLVIII.

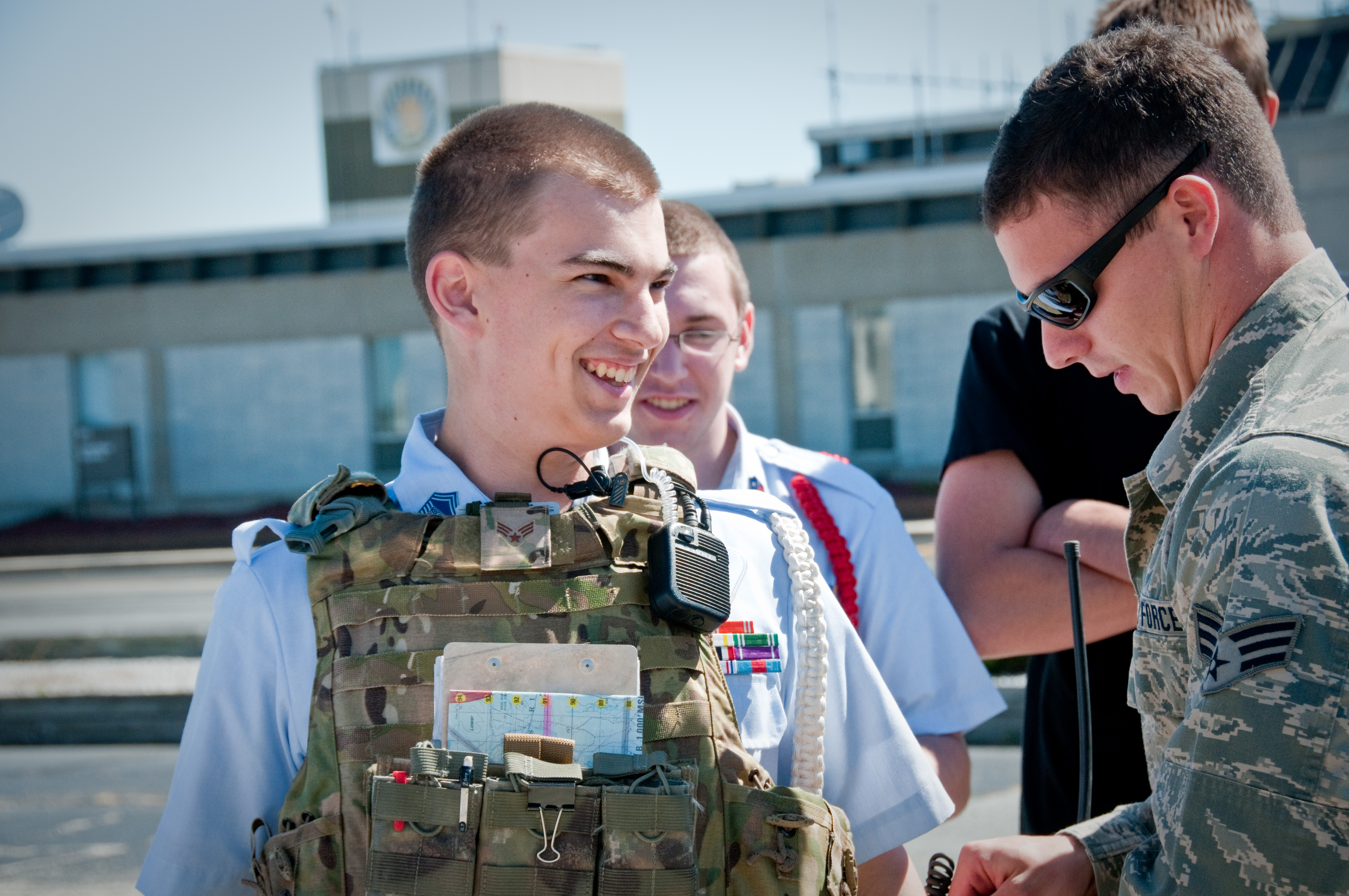
O aviador sênior da Força Aérea dos Estados Unidos, Ethan Hugg, ajuda alguns cadetes do "Cumberland Composite Squadron", da NJ Wing, a usar seu colete à prova de balas na "177th Fighter Wing".

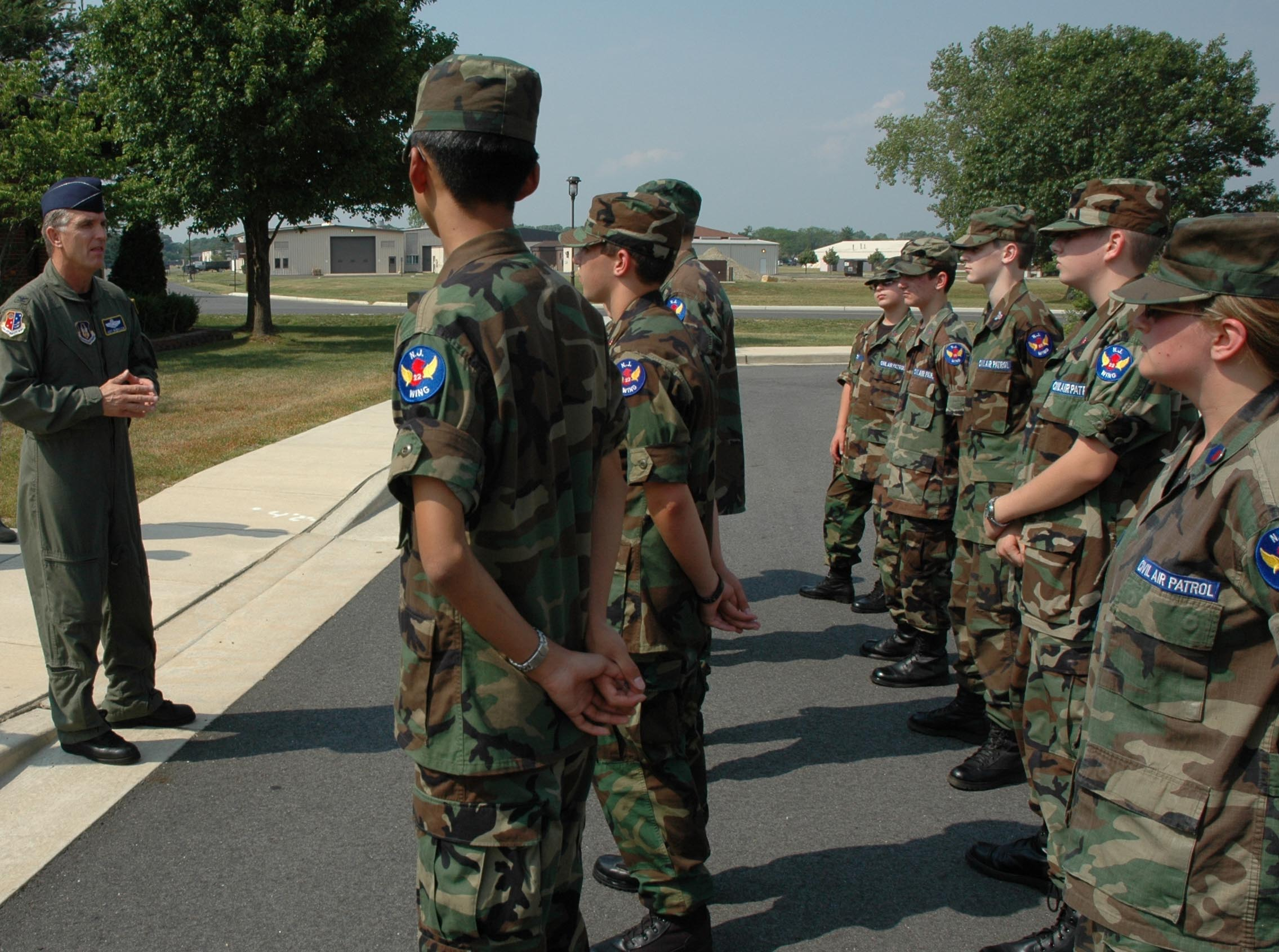
Cadetes da NJ Wing encontram a liderança da Reserva da Força Aérea durante a recente visita dos cadetes à McGuire Air Force Base.

| Designação | Nome do Esquadrão                            | Localização             |
| ---------- | -------------------------------------------- | ----------------------- |
| NJ001      | New Jersey Wing Headquarters                 | Joint Base MDL          |
| NJ002      | Cumberland Composite Squadron                | Vineland                |
| NJ003      | Raritan Valley Composite Squadron            | Hillsborough            |
| NJ009      | Cape May Composite Squadron                  | Cape May                |
| NJ035      | Teaneck Composite Squadron                   | Teaneck                 |
| NJ037      | Gloucester County Composite Squadron         | Glassboro               |
| NJ058      | Lone Eagle Composite Squadron                | Gladstone               |
| NJ059      | Jack Schweiker Composite Squadron            | Cherry Hill             |
| NJ065      | Ocean Composite Squadron                     | Berkeley Township       |
| NJ067      | Bayshore Composite Squadron                  | Middletown              |
| NJ073      | Curtiss-Wright Composite Squadron            | Fairfield, Essex County |
| NJ079      | Air Victory Museum Composite Squadron        | Lumberton               |
| NJ082      | Allentown Composite Squadron                 | Allentown               |
| NJ086      | Maj Thomas B. McGuire Jr. Composite Squadron | Joint Base MDL          |
| NJ090      | Walter M. Schirra Jr. Composite Squadron     | Mahwah                  |
| NJ092      | Twin Pine Composite Squadron                 | West Trenton            |
| NJ093      | Picatinny Composite Squadron                 | Dover                   |
| NJ096      | Pineland Composite Squadron                  | Lakewood                |
| NJ097      | Teterboro Composite Squadron                 | Teterboro               |
| NJ102      | Captain "Bud" Jackson Composite Squadron     | Edison                  |
| NJ103      | General Jimmy Stewart Composite Squadron     | Sayreville              |
| NJ105      | Atlantic County Composite Squadron           | Egg Harbor Township     |
| NJ107      | Delaware Valley Composite Squadron           | Whitehouse Station      |
| NJ112      | Jersey City Composite Squadron               | Jersey City             |
| NJ613      | Lakewood Composite Squadron                  | Lakewood                |
| NJ999      | New Jersey Legislative Squadron              | Trenton                 |